# Amblymora papuana
Amblymora papuana är en skalbaggsart som beskrevs av Stefan von Breuning 1939. Amblymora papuana ingår i släktet Amblymora och familjen långhorningar. Inga underarter finns listade i Catalogue of Life.